# Шебнем Ишигюзел
Шебнем Ишигюзел (на турски: Şebnem İşigüzel) е съвременна турска писателка. Тя е родена в Ялова през 1973 г. Учи в родния си град, завършва антропология в Истанбулския университет (1995 г.). Още от студентските си години работи като репортер и редактор за много списания, вестници и телевизионни организации. Известна е с приноса си към турската „ъндърграунд литература“. Живее в Истанбул и е майка на две деца. 
Публикува разкази, романи, есета, театрална пиеса и детска литература. Първият ѝ разказ, „Скъпа госпожице Арвадах“, е публикуван в списание Varlık през 1993 г. Сборникът с разкази „Луната ще изгрее в твоя дом“ (1993), която представя маргинални герои от задните улички на Бейоглу, привлича внимание с дръзките си теми. Книгата е определена като неподходяща за деца под 18 години и е публикувана с цензурирани части, покрити с черна лента. Цензурата върху книгата е премахната в началото на XXI век. 
Със сборниците „Кой ще разкаже моя разказ“ (1994) и „Господар на съдбата ми“ (2010) затвърждава присъствието си в жанра на разказа.
Първият ѝ роман, „Старият ми приятел гущерът“ (1996), разкрива нейния отличителен стил. Следват романите „Бръшлян“ (2002), „Сметище“ (2004), „Официално шествие“ (2008), „Сянката на миглите ми“ (2010), „Венера“ (2013), „Конакът на сълзите: Островът 1876“ (2016), „Момичето на дървото“ (Ağaçtaki Kız, 2017). През 2024 г. издава мащабния роман „Мемория“ (Memoria), който разглежда 100-годишната история на Турция през отношенията между дядо и внук. 
Шебнем Ишигюзел издава и сборник с есета, излизали първо във вестник Radikal İki, „Между весели жени“ (2000), в които представя женския поглед и лични истории. Тя е автор и на театрални пиеси, сред които: „Раните ми са от любов“, посветена на живота на иранската поетеса Форух Фарохзад, „Ферухзад“, „Синил“, „Светът ще се размърда“, „История на една жена“ и „Момичето на дървото“, в които пресъздава историите жени, борещи се за свободата си. Английска пиеса, представена в Лондон, „Бъдещето изглежда светло“ е адаптирана за сцена чрез комбиниране на три истории от нейната книга „Бъдещето изглежда светло“. Ишигюзел е автор на либретото за операта „Гилгамеш Парландо“, чиято премиера е на 38-ия музикален фестивал в Анкара. Автор на книгите за деца „Майка ми, враните и аз, история за пудинг“ и „Уфук Уфук“.
В произведенията ѝ често се срещат теми табу, за индивидуални травми и историческа памет. 
Нейни книги са преведени на кюрдски, италиански, испански, немски и български език. Статиите ѝ за Турция и Европейския съюз са публикувани в международни издания.

## Награди
- Наградата за разказ „Юнус Надъ“ за сборника „Луната ще изгрее в твоя дом“, 1993 г.

- Наградата за книга на годината на Факултета по комуникации на Университета Мармара за разказ „Кой ще разкаже моята история“, 1995 г.

- Награда „Нотр Дам дьо Сион“ за романа „Венера“ 2015 г.

- Наградата за роман „Дуйгу Асена“ за романа „Сълзи в имението: Ада, 2017 г.

## Книги
- Hanene Ay Doğacak (разказ, 1993)
- разказmü Kim Anlatacak (разказ, 1994)
- Eski Dostum Kertenkele (роман, 1996)
- Neşeli Kadınlar Arasında (есе, 2000)
- Kaderimin Efendisi (разказ, 2001)
- Sarmaşık (роман, 2002)
- Çöplük (роман, 2004)
- Resmigeçit (роман, 2008)
- Kirpiklerimin Gölgesi (роман, 2010)
- Annem Ben ve Kargalar (детска книга, 2011)
- Venüs (роман, 2013) Венера. Една семейна история, един разказ за живота. Прев. Надежда Иванова. ISBN 978-954-533-211-1. София: Кралица Маб, 2023.
- Gözyaşı Konağı: Ada 1876 (роман, 2016) Конакът на сълзите – Острова, 1876. Прев. Надежда Иванова. ISBN 978-954-533-187-9, София: Кралица Маб, 2020.
- Ağaçtaki Kız (роман, 2016) Момичето на дървото.  Прев. Надежда Иванова ISBN 978-954-533-220-3. София, Кралица Маб, 2025.
- İyilik (роман, 2019)
- İstanbullu Amazonlar 1809 (роман, 2021)
- Memoria (роман, 2024)